# 아무렴 그렇지, 그렇고 말고
《아무렴 그렇지, 그렇고 말고》는 1985년 5월 4일부터 같은 해10월 13일까지 방영된 MBC 주말연속극이며, 조선왕조 오백년 시리즈 중 하나인 《풍란》의 인기에 힘입어 내보낸 주말드라마 최초의 사극으로 편성되었다.

## 줄거리
노비의 딸 옥섬, 양반가의 수절과부 이화, 부유한 상인의 딸 보옥 등 신분과 성격이 각기 다른 세 여인의 인생 역정을 담아 역사 뒤편에서 사는 사람들의 사랑과 갈등이 어떠했는지가 감동있게 펼쳐져 서민 사극으로서의 성격을 띤다.

## 등장 인물
- 이미숙(옥섬)
- 김용선(이화)
- 이기선(보옥)
- 정욱, 현석, 나종미, 김희라, 정혜선, 최봉, 이계인, 임현식, 엄유신

## 참고 사항
- 양반집 아들이 아이를 낳지 못해 길거리에서 만난 상민 칠성을 위하여 양반집 며느리와 동침토록 했던 것, 처녀의 몸기운으로 마비되어 가는 칠순노인의 하반신읕 회복시키기 위해 여종 옥섬을 매수하는 내용 등이 지나치게 에로티시즘을 추구한 나머지 시대극의 역사적 의미전달과 재조명보다는 흥미본위의 제작이라는 지적을 사 방송위원회로부터 '주의' 조치를 받았다.[2]